# Rejon dubrowski
Rejon dubrowski (ros. Дубровский район) – jednostka administracyjna wchodząca w skład Obwodu briańskiego w Rosji.
Centrum administracyjnym rejonu jest osada robotnicza Dubrowka (do 2012 r. osiedle typu miejskiego), a najważniejsze jego rzeki to Desna, Sieszcza i Bielizna. W granicach rejonu usytuowane są miejscowości (centra administracyjne wiejskich osiedli): Alesznia, Pieklino, Riekowiczi, Riabczi, Aleszinka, Sieszcza.